# Clarence Muse
Clarence Muse (14 de octubre de 1889 – 13 de octubre de 1979) fue un actor cinematográfico y compositor de nacionalidad estadounidense, incorporado al Salón de la Fama de los Cineastas Negros en el año 1973. Muse fue el primer afroamericano en ser la estrella de un film y, a lo largo de una carrera artística de más de sesenta años, participó en más de 150 películas.

## Biografía
Nacido en Baltimore, Maryland. Sus padres eran Alexander y Mary. Cursó estudios en el Dickinson College de Carlisle (Pensilvania), consiguiendo en 1911 un título de derecho internacional. 
En los años 1920 Muse estaba actuando en Nueva York, durante el Renacimiento de Harlem con dos agrupaciones teatrales, Lincoln Players y Lafayette Players. Durante un tiempo fue a vivir a Chicago, mudándose después a Hollywood y trabajando en Hearts in Dixie (1929), la primera película con reparto negro. En los siguientes cincuenta años trabajó con regularidad, interpretando pequeños papeles y en ocasiones algunos de mayor importancia. Mientras actuaba con los Lafayette Players, Muse se encontró bajo la dirección de Robert Levy, productor que ayudó a que los actores negros consiguieran importancia y respeto.
Además de actor cinematográfico, Muse fue cantante, artista de minstrel, actor teatral y de vodevil, y compositor de canciones y números cómicos. Como compositor de canciones, colaboró en 1931 con Leon René y Otis René en la canción "When It's Sleepy Time Down South", tema cantado por Nina Mae McKinney en la película Safe in Hell (1931), y que más adelante fue la canción sintonía de Louis Armstrong.
Muse fue la estrella principal de la película Broken Earth (1936), rodada en una granja sureña con actores no profesionales (exceptuando a Clarence Muse). Muse y Langston Hughes escribieron el guion de Way Down South (1939), cinta en la que los papeles centrales eran interpretados por actores afroamericanos. Otro film destacado de Muse fue Broken Strings (1940), con el papel de un violinista que se oponía al deseo de su hijo de tocar "swing".
Entre 1955 y 1956, Muse trabajó regularmente en la versión televisiva de Casablanca, interpretando al pianista Sam (un papel que se había considerado ofrecerle en la película original de Warner Brothers), y en 1959 fue Peter en la cinta Porgy and Bess con Sidney Poitier, Dorothy Dandridge y Sammy Davis Jr. También actuó en la miniserie televisiva de Disney The Swamp Fox. Otras de sus películas destacadas fueron Buck and the Preacher (1972), The World's Greatest Athlete (1973), y Car Wash (1976). Su último papel tuvo lugar en El corcel negro (1979), junto a Mickey Rooney y Teri Garr.
Clarence Muse recibió un doctorado en humanidades concedido por el Bishop College de Dallas, Texas en 1972, y fue miembro de la fraternidad Phi Beta Sigma. El actor falleció en Perris, California en 1979, a causa de un accidente cerebrovascular, un día antes de cumplir los noventa años, la misma fecha en que se estrenaba su última película. Sus restos fueron incinerados, y las cenizas entregadas a sus allegados.

## Filmografía

### Actor

#### Años 1920
- 1921 : The Custard Nine
- 1929 : Election Day
- 1929 : Hearts in Dixie

#### Años 1930
- 1930 : Deep South
- 1930 : Guilty?
- 1930 : A Royal Romance
- 1930 : Swing High
- 1930 : Rain or Shine, de Frank Capra
- 1930 : Outside the Law, de Tod Browning
- 1931 : The Last Parade
- 1931 : Dirigible
- 1931 : The Fighting Sheriff
- 1931 : Huckleberry Finn
- 1931 : Secret Service
- 1931 : The Secret Witness
- 1931 : Safe In Hell, de William A. Wellman
- 1931 : X Marks the Spot
- 1932 : Blonde Venus, de Josef von Sternberg
- 1932 : The Woman from Monte Carlo
- 1932 : Prestige
- 1932 : The Wet Parade
- 1932 : Lena Rivers
- 1932 : Night World
- 1932 : Attorney for the Defense, de Irving Cummings
- 1932 : Is My Face Red?
- 1932 : Winner Take All
- 1932 : White Zombie
- 1932 : Big City Blues
- 1932 : Hell's Highway
- 1932 : The Cabin in the Cotton, de Michael Curtiz
- 1932 : Washington Merry-Go-Round, de James Cruze
- 1932 : Man Against Woman
- 1932 : If I Had a Million, de Ernst Lubitsch, Norman Z. McLeod y James Cruze
- 1932 : The Death Kiss
- 1932 : Frisco Jenny, de William A. Wellman
- 1933 : Laughter in Hell
- 1933 : From Hell to Heaven
- 1933 : The Mind Reader
- 1933 : The Life of Jimmy Dolan
- 1933 : The Wrecker
- 1933 : Fury of the Jungle
- 1933 : Flying Down to Rio
- 1934 : Massacre, de Alan Crosland
- 1934 : Black Moon
- 1934 : A Very Honorable Guy
- 1934 : The Personality Kid
- 1934 : El conde de Montecristo, de Rowland V. Lee
- 1934 : Kid Millions, de Roy Del Ruth
- 1934 : Broadway Bill, de Frank Capra
- 1935 : Alias Mary Dow
- 1935 : After the Dance
- 1935 : The Public Menace
- 1935 : O'Shaughnessy's Boy, de Richard Boleslawski
- 1935 : Harmony Lane
- 1935 : Red Hot Tires
- 1935 : So Red the Rose, de King Vidor
- 1935 : East of Java
- 1936 : Muss 'em Up
- 1936 : Laughing Irish Eyes
- 1936 : The Broken Earth
- 1936 : Show Boat, de James Whale
- 1936 : Spendthrift, de Raoul Walsh
- 1936 : Follow Your Heart
- 1936 : Daniel Boone, de David Howard
- 1936 : Fibbing Fibbers
- 1936 : Mysterious Crossing
- 1937 : Deep South
- 1937 : High Hat
- 1937 : Jungle Menace, de Harry L. Fraser
- 1938 : Spirit of Youth
- 1938 : The Toy Wife, de Richard Thorpe
- 1938 : Prison Train
- 1938 : Secrets of a Nurse
- 1939 : Way Down South

#### Años 1940
- 1940 : Broken Strings
- 1940 : Zanzibar
- 1940 : Maryland, de Henry King
- 1940 : That Gang of Mine
- 1940 : Alice in Movieland
- 1940 : Murder Over New York
- 1940 : Chad Hanna, de Henry King
- 1941 : Adam Had Four Sons, de Gregory Ratoff
- 1941 : The Flame of New Orleans, de René Clair
- 1941 : Invisible Ghost
- 1941 : Love Crazy, de Jack Conway
- 1941 : Kisses for Breakfast
- 1941 : Gentleman from Dixie
- 1941 : Belle Starr
- 1941 : Among the Living
- 1942 : Tough As They Come
- 1942 : Tales of Manhattan, de Julien Duvivier
- 1942 : The Talk of the Town, de George Stevens
- 1942 : Sin Town
- 1942 : El cisne negro, de Henry King
- 1943 : La sombra de una duda, de Alfred Hitchcock
- 1943 : Sherlock Holmes in Washington, de Roy William Neill
- 1943 : The Sky's the Limit
- 1943 : Honeymoon Lodge
- 1943 : Heaven Can Wait, de Ernst Lubitsch
- 1943 : Watch on the Rhine, de Herman Shumlin
- 1943 : Johnny Come Lately
- 1943 : Flesh and Fantasy, de Julien Duvivier
- 1943 : Over the Wall
- 1944 : The Racket Man, de D. Ross Lederman
- 1944 : Jam Session
- 1944 : Stars on Parade
- 1944 : Soul of a Monster
- 1944 : Double Indemnity, de Billy Wilder
- 1944 : In the Meantime, Darling, de Otto Preminger
- 1944 : San Diego I Love You
- 1945 : Jungle Queen
- 1945 : The Thin Man Goes Home
- 1945 : God Is My Co-Pilot
- 1945 : Without Love
- 1945 : Boston Blackie's Rendezvous
- 1945 : She Wouldn't Say Yes
- 1945 : Scarlet Street, de Fritz Lang
- 1946 : Two Smart People, de Jules Dassin
- 1946 : Night and Day, de Michael Curtiz
- 1946 : Affairs of Geraldine
- 1947 : The Peanut Man
- 1947 : My Favorite Brunette, de Elliott Nugent
- 1947 : A Likely Story
- 1947 : Welcome Stranger
- 1947 : Joe Palooka in the Knockout
- 1947 : Unconquered, de Cecil B. DeMille
- 1948 : King of the Gamblers
- 1948 : Silver River
- 1948 : An Act of Murder
- 1949 : The Great Dan Patch

#### Años 1950
- 1950 : Riding High
- 1950 : County Fair
- 1951 : My Forbidden Past
- 1951 : Apache Drums
- 1952 : The Las Vegas Story
- 1952 : Caribbean
- 1953 : Jamaica Run
- 1953 : The Sun Shines Bright
- 1954 : She Couldn't Say No
- 1955 : Casablanca (serie TV)
- 1956 : The First Traveling Saleslady
- 1959 : Porgy and Bess, de Otto Preminger

#### Años 1970
- 1972 : Buck and the Preacher
- 1973 : The World's Greatest Athlete
- 1973 : A Dream for Christmas (TV)
- 1976 : Car Wash, de Michael Schultz
- 1977 : Passing Through
- 1979 : El corcel negro

### Compositor
- 1932 : Hell's Highway
- 1937 : High Hat
- 1938 : Spirit of Youth

### Guionista
- 1939 : Way Down South

### Productor
- 1921 : The Custard Nine